# Friesea topo
Friesea topo Greenslade, 1995 è un collembolo della famiglia Neanuridae. Microartropode epigeo emiedafico, è endemico nella regione biogeografica antartica marittima.
Il primo esemplare, diventato poi olotipo della nuova specie, fu raccolto il 20 dicembre 1992 da Brian Hull, guida alpina della British Antarctic Survey (BAS). Fu ritrovato tra i muschi di Horrochs Block, sul versante orientale dell'isola Alessandro I, nel mare di Bellingshausen, a ovest della penisola Antartica.

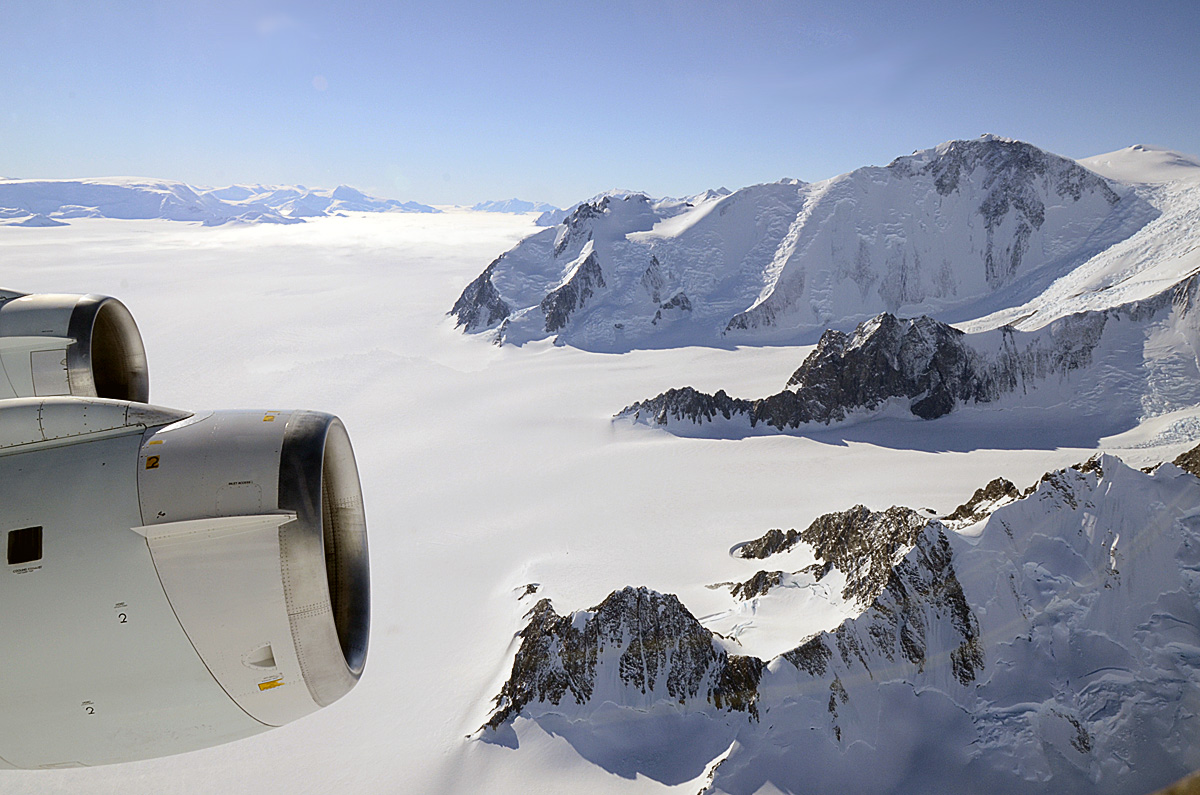
Isola Alessandro I

L'esemplare, conservato a Camberra nell'Australian National Insect Collection (ANIC), fu esaminato qualche anno dopo il ritrovamento, dall'entomologa australiana Penelope Jean Macleod Greenslade, secondo i canoni della metodologia tassonomica classica linneana. Confrontato con altri esemplari, non paratipici, provenienti da diverse altre collezioni entomologiche, e ritenuto appartenente a una specie nuova, fu descritto e figurato in un articolo presentato in occasione del 4th Seminar on Apterygota, svoltosi a Bialowieza in Polonia, nel 1994.

## Descrizione
Secondo la descrizione di Greenslade, il corpo di F. topo è di colore rosa brunastro (per gli esemplari in alcol), allungato, ovoidale, di piccole dimensioni (0,8-1,1 mm il maschio e 1,1-1,5 mm la femmina) ed è rivestito di una cuticola esterna, non marcatamente granulosa.
Le setole sono lisce, leggermente ispessite, rade, corte, le macrosetole piuttosto simili a quelle ordinarie, un po' più corte quelle sul capo, ma più lunghe quelle sulla parte distale del corpo. Macrosensilli sottili, di pari lunghezza o più lunghi delle macrosetole.
Il capo, anteriormente, porta un paio di antenne cilindriche, corte, leggermente coniche, suddivise in 4 antennomeri. Gli organi di senso visivi, disposti uno per lato, sono composti ognuno da un gruppo di 8 ocelli, con le corneole G e A, rispettivamente, un po' più piccole e un po' più grandi delle altre. Come in tutti i Collemboli, l'apparato boccale è endotrofo (o entognato), e si distingue per le mandibole con 7 denti e, ventralmente, per il labium con la setola L1 spinescente.
Il torace, suddiviso in 3 segmenti, si distingue per i pretarsi delle zampe con unghie lunghe e sottili, prive di denti e mancanti dell'appendice empodiale.
A livello dell'addome, il primo segmento addominale (primo urosternite) porta un tubo ventrale (colloforo) con 4 setole, il terzo porta un retinacolo (retinaculum o tenaculum) con due denti che, a sua volta, aggancia, sul quarto urosternite, la furca (o furcula) impari che, non molto sviluppata, ha due dentes molto corti, ricoperti di 3-4 microsetole e privi di mucroni. Sul quinto urosternite si trova ventralmente la placca genitale che, nei maschi, porta numerose setole mentre nelle femmine ha 2 microsetole anteriori e 8 mesosetole. Il sesto segmento (telson) è piuttosto appuntito, privo di spine anali ma con numerose setole lunghe e robuste.
Come tutti i Collemboli, F. topo è una specie attera, ametabola e iteropara.

## Distribuzione e habitat
F. topo ha un areale estremamente limitato essendo presente, come specie endemica, solo nell'isola Alessandro I, dove vive tra i muschi di Horrochs Block, specificatamente Tortula princeps De Not. (sinonimo di Syntrichia princeps (De Not.) Mitt., 1859) e Bryum algens Cardot, 1907,  e nell'Ablation Valley e Alture di Ganimede.

## Tassonomia
L'esemplare di neanuride, esaminato da Greenslade nel 1995, fu riferito al genere Friesea Dalla Torre, 1895 per gli evidenti caratteri morfologici condivisi. Per la determinazione specifica, la mancanza di spine anali sul sesto segmento addominale, suggeriva di ricondurlo a Frisea travei Deharveng, 1981, l'unica specie tra i collemboli antartici e subantartici dello stesso genere, in cui questo aspetto trovava corrispondenza. Per contro l'esemplare si discostava da F. travei, sia per avere una coppia di ocelli in più, sia per la presenza del retinacolo, della furca e di peli clavati tibiotarsali slargati all'apice (tenent hairs) mancanti, invece, in F. travei. Queste evidenze portarono quindi Greenslade a ritenere motivata l'istituzione di una nuova specie, da lei denominata F. topo.
Successivamente, nel 2020, un significativo contributo alla validazione dello status tassonomico di F. topo, sino ad allora definito solo su base morfologica, è stato apportato da una ricerca di filogenesi molecolare anche se questo lavoro non aveva, come obiettivo principale, lo studio di F. topo ma era incentrato su un altro collembolo antartico, F. gretae Greenslade & Fanciulli, 2020 e sulle sue  relazioni filetiche con le altre specie del genere Friesea.
Specificatamente Antonio Carapelli, Claudio Cucini, Pietro Paolo Fanciulli, Francesco Frati e Francesco Nardi del Dipartimento di Scienze della Vita dell'Università degli Studi di Siena, assieme a Peter Convey della British Antarctic Survey di Cambridge, hanno applicato la metodica molecolare del DNA barcoding a un campione di 19 sequenze deossiribonucleotidiche di mtDNA, prelevate dagli archivi del Barcode of Life Data System (BOLD) e della GenBank e appartenenti a 12 specie diverse di Friesea, a cui hanno aggiunto due genomi mitocondriali completi, appositamente sequenziati, con la tecnica del Next Generation Sequencing (NGS), il primo di F. gretae e l'altro di Bilobella aurantiaca (Caroli, 1912) Stach, 1951 (famiglia Neanuridae), quest'ultima specie con funzione di gruppo esterno al clado in esame (outgroup).
Come marcatore molecolare per la ricostruzione filogenetica, è stata utilizzata una sequenza parziale, di 478 bp, del gene mitocondriale codificante la subunità I della citocromo-c ossidasi (cox1).
I dati combinati genetico-molecolari, elaborati con il metodo dell'inferenza bayesana, hanno evidenziato, per F. topo, la corrispondenza con l'attribuzione definita su base morfologica, confermandone lo status di specie, e hanno rivelato come questo collembolo si collochi, filogeneticamente, in posizione basale rispetto alle altre tre specie antartiche del genere Friesea.